# Ricotia isatoides
Ricotia isatoides là một loài thực vật có hoa trong họ Cải. Loài này được (Barbey) B.L.Burtt miêu tả khoa học đầu tiên năm 1951.